# 2019年至2020年度香港政府財政預算案
《2019年/2020年度香港政府財政預算案》，是財政司司長陳茂波於2019年2月27日在立法會綜合大樓發表的香港政府財政預算案。

## 內容摘要

### 利民紓困
- 寬減75％2018-19課稅年度薪俸稅和個人入息課稅，上限20,000元
- 寬減75％2018-19課稅年度利得稅，上限20,000元
- 寬免2019-20年度4季差餉，每戶每季上限1,500元
- 向領取綜援、高齡津貼、長者生活津貼或傷殘津貼的人士發放額外1個月津貼；在職家庭津貼和鼓勵就業交通津貼會作出相若安排
- 一次性提供額外1,000元長者醫療券金額，累積上限提高至8,000元
- 向有需要學生發放一次過2,500元津貼
- 為2020年中學文憑試學校考生代繳考試費

### 支援企業
- 寬免2019-20年度的商業登記費
- 把「科技券計劃」恒常化，企業資助上限倍增至40萬元
- 向「發展品牌、升級轉型及拓展內銷市場的專項基金」注資10億元，擴大資助地域範圍及提高企業資助上限
- 延長「中小企融資擔保計劃」下的特別優惠措施的申請期至2020年6月底
- 積極拓展自由貿易協定、促進和保護投資協定，與及全面性避免雙重課稅協定的網絡
- 積極拓展駐海外經濟貿易辦事處網絡，加強對外推廣，為香港企業開拓商機

### 土地房屋
- 公營房屋︰預計未來5年建屋量約100,400個單位
- 私人住宅︰預計未來3至4年一手私人住宅供應約93,000個單位
- 私人住宅︰未來5年每年平均落成量約18,800個
- 2019-20年度私人房屋土地潛在供應可興建約15,500個單位
- 2019-20年度推出7幅商業/酒店用地，可提供約814,600平方米樓面面積
- 預留20億元，支持非政府機構興建過渡性房屋
- 預留220億元，推展首批採用「一地多用」發展模式的政府項目

### 多元經濟
- 金融服務業
  - 發行首批政府綠色債券， 推動綠色金融發展
  - 研究建立有限合伙制度和提供稅務安排，吸引私募基金來港成立和營運
  - 推動與其他地區的基金互認安排，擴闊本港基金產品的銷售網絡
  - 為海事及專項保險業務提供稅務優惠，令發行保險相連證券更便利
  - 推行以「轉數快」繳交政府賬單及付款
  - 發出虛擬銀行牌照
  - 在今年中成立金融學院，培育金融業領袖人才
  - 為財務匯報局提供4億元種子基金，並寬免新規管制度實施後首2年徵費
- 旅遊業
  - 撥款3億5千3百萬元，繼續落實《香港旅遊業發展藍圖》
- 創新科技
  - 預留55億元發展數碼港第五期，容納更多科技公司和初創企業
  - 預留160億元供大學增建或翻新校舍設施，尤其是科研設備
  - 向大學教育資助委員會轄下研究資助局研究基金注資200億元，提供研究經費
  - 推展2個專注「人工智能及機械人科技」和「醫療科技」的創新平台，匯聚世界頂尖院校及機構進行研發合作
  - 今年推行20億元「再工業化資助計劃」
  - 擴大科技園公司「科技企業投資基金」至2億元
  - 撥款8億元，支持大學、重點實驗室及工程技術中心進行科研及研發成果轉化
  - 把「大學科技初創企業資助計劃」每所大學資助上限倍增至8百萬元
  - 提高「研究員計劃」下研究員每月津貼，吸引本地畢業生投身創科行業
  - 延長「博士專才庫」及「研究員計劃」的資助期上限
- 創意產業
  - 向「電影發展基金」注資10億元
  - 啓動深水埗設計及時裝基地計劃的工程
- 專業服務
  - 撥款1億5千萬元，支持非政府機構開發國際爭議解決網上平台
- 建造業
  - 推動工程監督系統數碼化，提升工務工程監管水平和效率
  - 推行「建造業2.0」，改善生產力、質素、安全及對環境的影響
  - 升格發展局轄下的項目成本管理辦事處，加強工務工程成本管理
  - 為「主要項目精英學院」預留首3年共4千萬元的運作經費，提升公職人員推展工務工程項目的能力
- 國際航運中心
  - 研究稅務和相關措施，吸引船舶融資公司進駐，發展船舶租賃業務
  - 寬免海事保險業務一半利得稅

### 宜居城市
- 醫療
  - 預留100億元作為公營醫療撥款穩定基金，確保公營醫療服務有穩定資源及可應付不時之需
  - 預留50億元，加快更新或添置醫療設備
  - 增撥4億元經常性資助，擴闊藥物名冊
  - 向醫院管理局增撥超過7億元經常性資助，用以提高士氣，挽留人才
  - 撥款12億元成立香港基因組中心，促進基因組醫學應用和發展
  - 繼續進行2個「十年醫院發展計劃」，加強醫護人手培訓和推動基層醫療服務
- 文化藝術
  - 撥款1億7千6百萬元，未來5年舉辦大型世界級表演藝術節目和加強社區藝術活動
  - 撥款2千萬元，推行電影菲林數碼化工作，保育香港電影
  - 增撥5千4百萬元經常資助，支持藝團的運作
- 體育
  - 向「香港運動員基金」注資2億5千萬元，支持運動員體學雙軌發展
  - 未來2年撥款約1億元支持60個體育總會的工作
- 城市建設
  - 預留60億元優化海濱
  - 撥款6億元，分階段翻新240所公厠
  - 設立2億元的「城市林務發展基金」，加強護理樹木的公眾教育和推廣，提升樹藝及園藝業的專業水平和吸引人才
- 環境保護
  - 撥款1億2千萬元，擴大政府停車場電動車公共充電網絡，並研究在路旁停車位安裝充電器
  - 增撥10億元，讓政府部門安裝可再生能源設施
- 智慧城市
  - 預留3億元發展地理空間數據共享平台，以及推出全港三維數碼地圖
  - 分批指配及拍賣頻譜，為發展5G作準備

### 關愛社會
- 撥款200億元購置60個物業，供營辦130多項社福設施
- 獎券基金撥款2億元，為社福機構提供無線上網服務，鼓勵使用科技產品提升服務
- 增加500個安老院宿位和300個資助日間護理名額，以及推行試驗計劃，為私營院舍提供外展服務，合共涉及13億6千萬元經常開支
- 加強康復服務，包括增加服務名額、支援中心及相關人手，涉及2億9千萬元經常開支
- 增撥約12億9千8百萬元加強幼兒、兒童及青少年服務，包括把中學的社工人手增至「 一校兩社工」
- 向「伙伴倡自強社區協作計劃」注資1億5千萬元

### 培育人才
- 撥款5億元在未來3個學年推行「中學IT創新實驗室計劃」，向每所資助中學提供1百萬元，提升學生資訊科技基礎
- 撥款2億元擴大「建造業學徒計劃」和提高學員津貼，鼓勵工人進修

## 外部連結
- 2019年至2020年度香港政府財政預算案網頁（页面存档备份，存于）